# Mormyrus tenuirostris
Mormyrus tenuirostris är en fiskart som beskrevs av Peters 1882. Mormyrus tenuirostris ingår i släktet Mormyrus och familjen Mormyridae. IUCN kategoriserar arten globalt som livskraftig. Inga underarter finns listade i Catalogue of Life.